# جاستن ياك
جاستن ياك (بالإنجليزية: Justin Yak)‏ سياسي من دولة جنوب السودان شغل منصب وزير وزارة مجلس الوزراء. توفي إثر حادث سقوط طائرة بتاريخ 2 مايو 2008.